# 旧朝日町浄水場配水塔

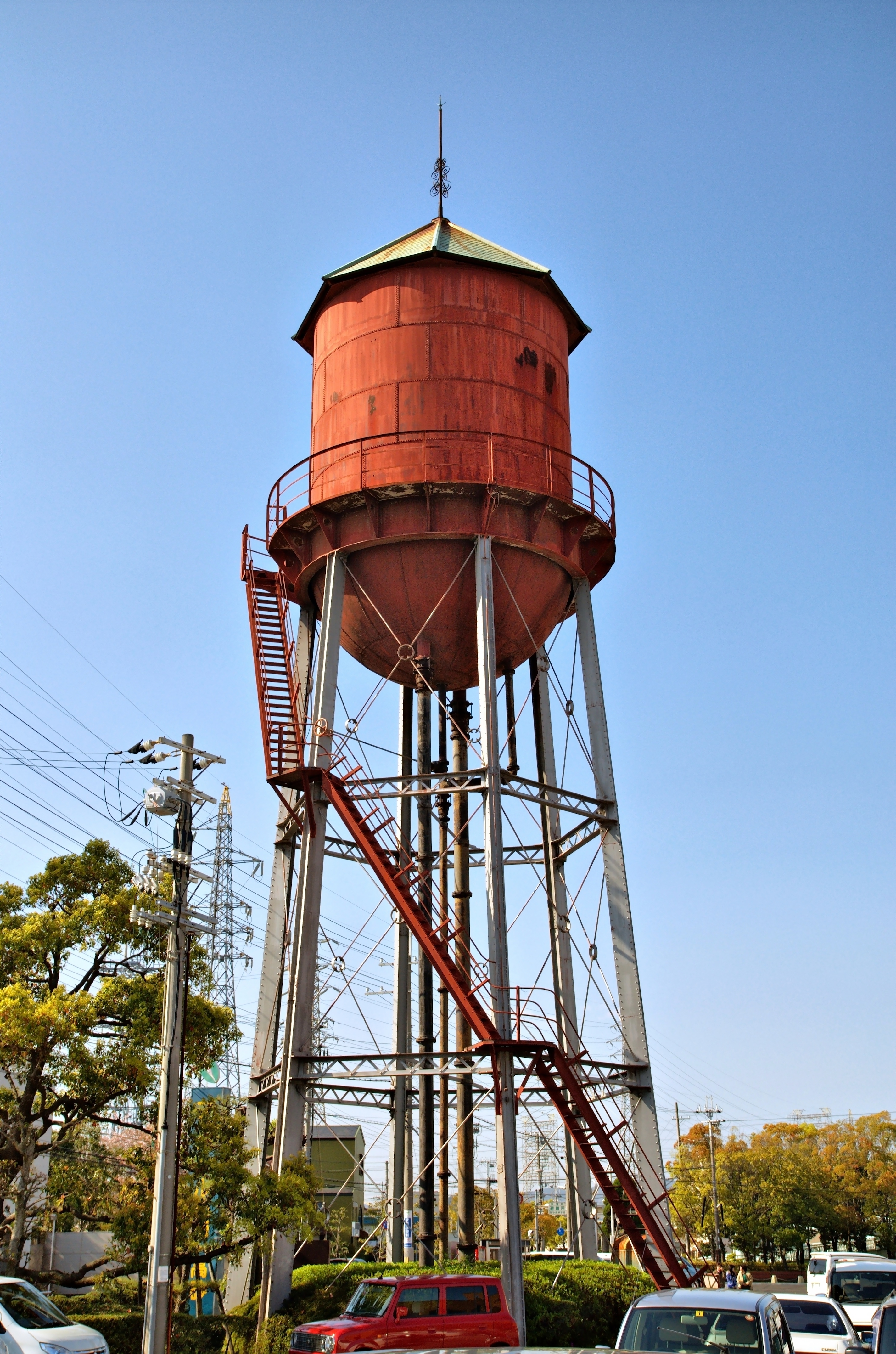
2010年撮影

旧朝日町浄水場配水塔（きゅうあさひまちじょうすいじょうはいすいとう）は、兵庫県高砂市に所在する旧朝日町浄水場の配水塔である。2003年に登録有形文化財に登録されている。

## 概要
1923（大正12）年竣工。以下、文化庁による解説。

加古川の水を利用し，高砂町へ給水するために建設された旧朝日町浄水場の配水塔。リベット接合の6本の鉄脚が円筒形水槽を支え，上部には棟飾付の八角錐屋根をかける。鋼材は官営八幡製鉄所製，組立加工は川崎造船所であり，我国初期の鉄骨造配水塔の好例。

1966年に浄水場は米田に場所が移されたが、配水塔は高砂市の水道事業を伝える記念として保存されることになった。その後、2003年に国の登録有形文化財に登録された。